# Pedro de Campaña
Pedro de Campaña o Pieter de Kempeneer (Brussel·les, 1503 - Brussel·les, 1586) fou un pintor, escultor, arquitecte, i matemàtic flamenc del renaixement i manierisme actiu particularment a Espanya i a Itàlia.

## Biografia
Nascut a Brussel·les el 1503, pertanyia a una família d'artistes i d'humanistes. Després d'iniciar estudis en el seu país va viatjar a Itàlia, documentant-se la seva estada a Bolonya (1529), amb motiu de les festes de la coronació de Carles V, treballant amb aquest motiu en un dels arcs de triomf que commemoraven la visita de l'Emperador; va estar també a Venècia i Roma. Aquesta última va ser molt important en la seva formació artística, perquè va estar en contacte amb importants pintors del primer manierisme romà.
El 1537 va viatjar a Espanya, establint-se a Sevilla, on va contreure matrimoni. L'any 1562 va regressar a la seva pàtria i va treballar en la fàbrica de tapissos de Brussel·les fins al 1580, data probable de la seva mort. Segons el seu biògraf Francisco Pacheco, va dominar el dibuix i les matemàtiques i va ser molt destre en l'arquitectura i escultura, també va tenir coneixements d'astronomia.

## El seu treball
La seva estètica incideix repetidament en el manierisme. S'aprecien a les seves obres relacions amb les de Perino del Vaga i Francesco Salviati. Dramatisme i afany de moviment, juntament amb una clara tendència als contrasts de llum, són notes essencials de la seva obra pictòrica. Va ser un bon retratista i en una col·lecció particular de Barcelona es conserva un retrat que pogués ser el seu autoretrat; certament en aquest es va inspirar Pacheco per dibuixar el que va incloure en el seu llibre, juntament amb la biografia.
Entre les obres que va realitzar a Sevilla destaca el Descendiment (1547) per a la capella de Luis Fernández al convent de Santa Maria de Gràcia, de Sevilla, avui al Museu Fabre de Montpeller. Va pintar un altre Descendiment (1555) per a la capella de Fernando de Jaén, en l'antiga parròquia de la Santa Creu de Sevilla -avui a la catedral de la mencionada ciutat-. Cal destacar també Pau ermità i Sant Antoni Abat, a l'església de Sant Isidor.
El retaule de la «capella del Mariscal» de la catedral de Sevilla va ser costejat pel patró de la capella, el mariscal Diego Caballero, el qual va lliurar 300 ducats als pintors Pedro de Campaña i Antonio de Alfián per a la realització del retaule i de les seves pintures. El retaule major de la parròquia de Santa Ana de Sevilla (1557), ho va pintar en col·laboració amb diversos pintors, aquest retaule ha estat restaurat l'any 2011. Diu Pacheco que les enveges suscitades per aquesta obra li van produir tants disgusts que se'n va anar a la seva pàtria (1563).
Per a la catedral de Còrdova va pintar un retaule el 1556. Altres obres conservades en diferents museus, són la Mare de Dèu de la Llet (Museu de Berlín); Descendiment (tapís) al Col·legi del Patriarca, València; dibuixos del Crucificat, als Uffizi (Florència) i a l'Institut Jovellanos de Gijón. Existeixen nombroses obres concertades i conegudes pels repertoris documentals, que no han estat identificades encara.
El Museu del Prado de Madrid té des de 2015 un parell de quadres de l'autor gràcies a la generosa donació de Plácido Arango Arias: la petita taula El Descendiment, possiblement elaborada en la seva etapa final a Brussel·les, i Camí del Calvari, de format circular.

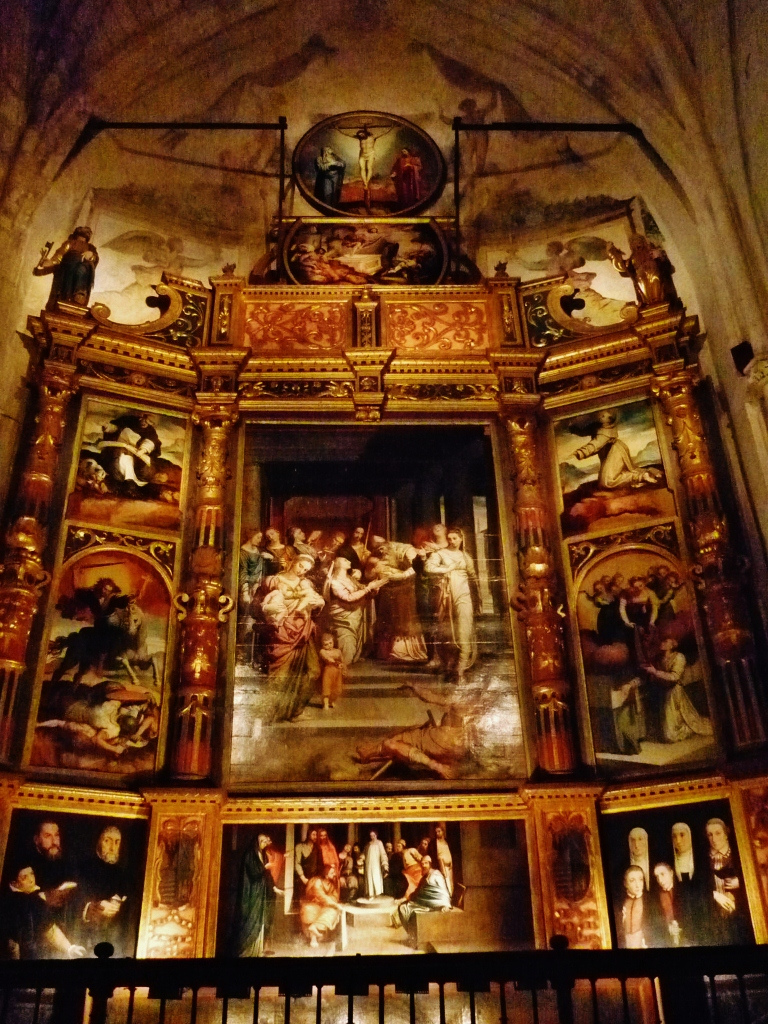
Retablo de la Capilla del Mariscal
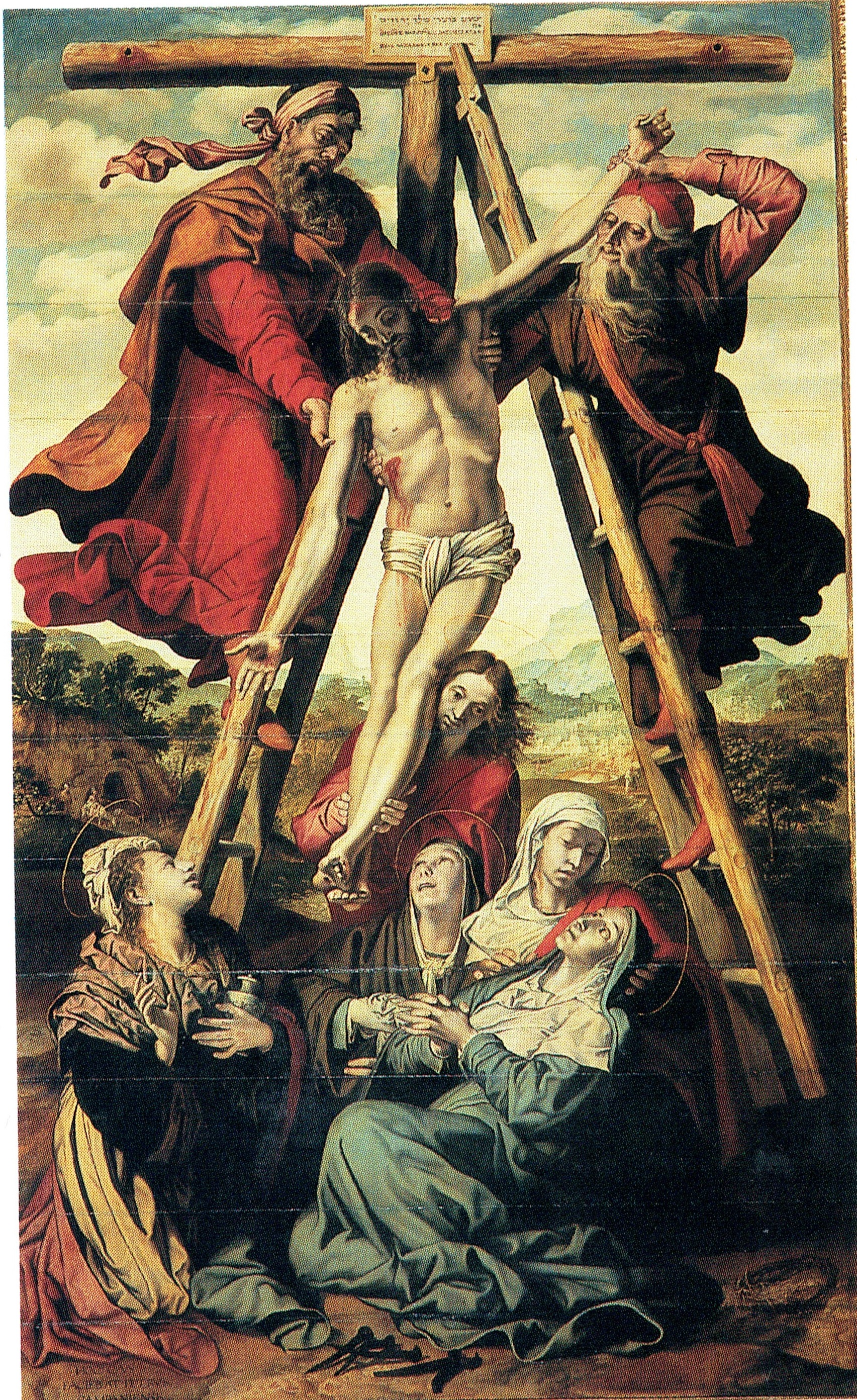
'Descendiment (1547)
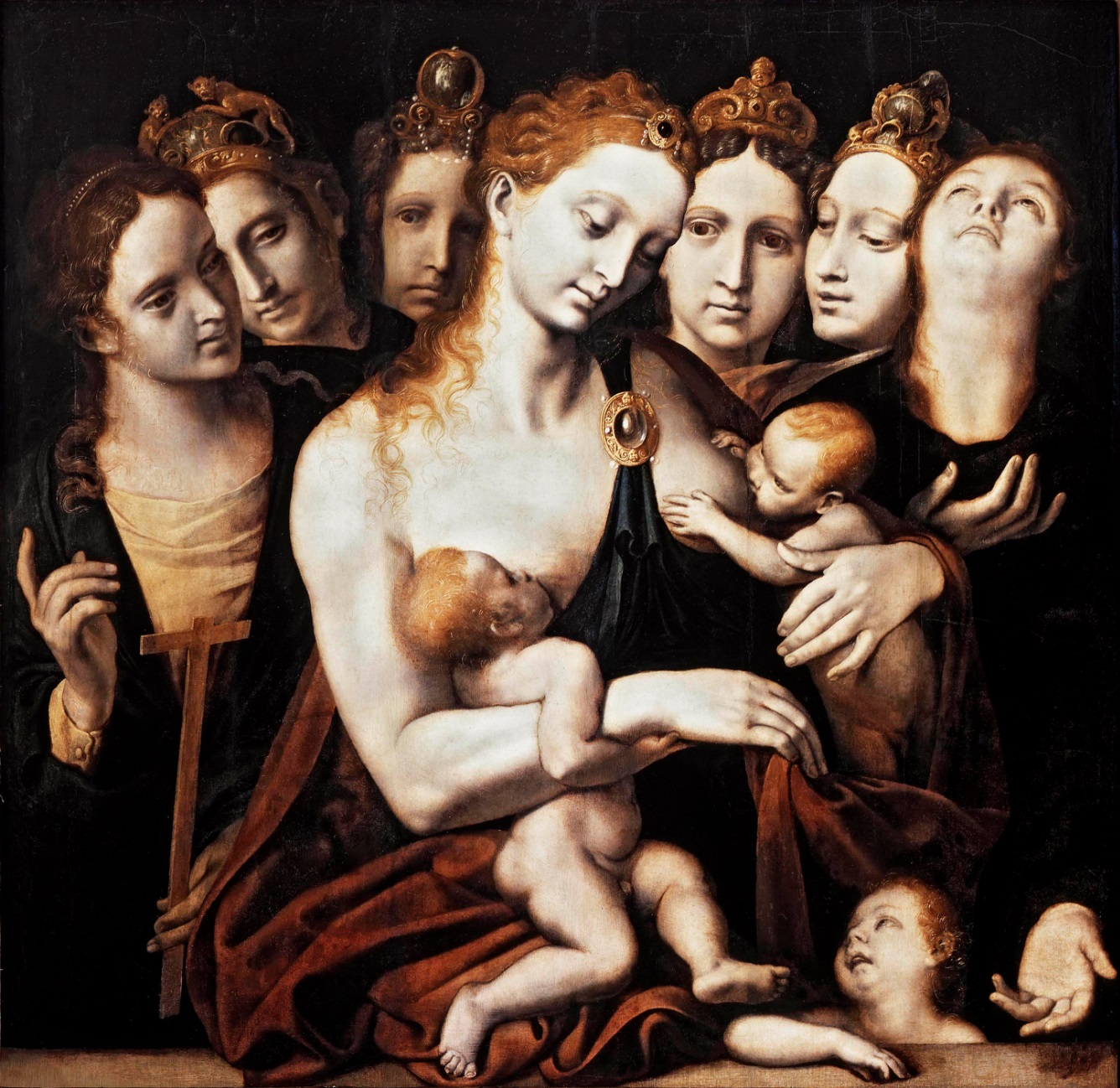
Les set virtuts (c. 1550)
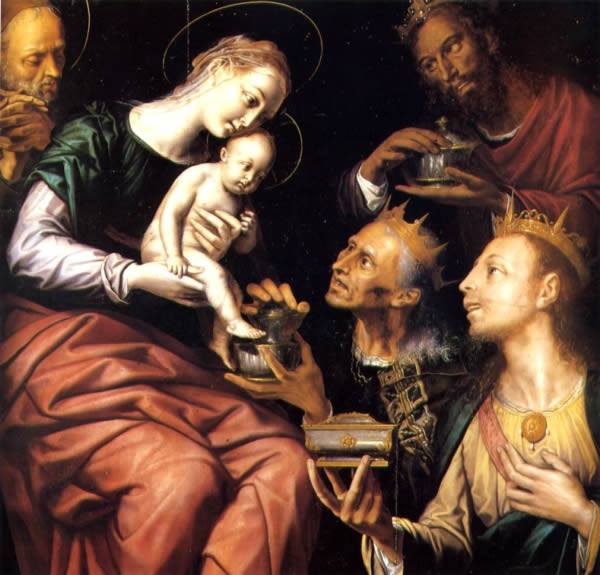
Adoració dels Mags
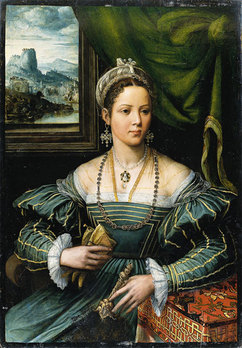
Retrat de una dama (Institut Städel)